# Montsapey
Montsapey település Franciaországban, Savoie megyében. Lakosainak száma 83 fő (2022. január 1.). Montsapey Argentine, Bonvillard, Bonvillaret, La Léchère, Rognaix, Saint-Paul-sur-Isère és Val-d’Arc községekkel határos.

## Népesség
A település népességének változása:
| Lakosok száma | 75   | 60   | 61   | 63   | 68   | 73   | 78   | 81   | 83   |
|               | 2013 | 2015 | 2016 | 2017 | 2018 | 2019 | 2020 | 2021 | 2022 |